# Melobesia
Melobesia J.V. Lamouroux, 1812  é o nome botânico de um gênero de algas vermelhas pluricelulares da família Hapalidiaceae, subfamília Melobesioideae.

## Sinonímia
- Epilithon Heydrich, 1897
- Hapalidium Kützing, 1843

## Espécies
Atualmente apresenta 17 espécies taxonomicamente válidas, entre elas:
- Melobesia membranacea (Esper) J.V. Lamouroux 1812
- Lista de espécies do gênero Melobesia